# ویلیام اس. باروز
ویلیام سوارد باروز دوم (به انگلیسی: William Seward Burroughs II) که اغلب با نام ویلیام اس. باروز شناخته می‌شود، نویسنده و هنرمند تجسمی آمریکایی بود. او در کنار آلن گینزبرگ و جک کرواک هسته اصلی نسل بیت را تشکیل دادند. باروز از نویسندگان پست‌مدرنی به‌شمار می‌رود که آثارش بر فرهنگ‌عامه تأثیر شگرفی داشته‌است. وی در طول زندگی‌اش هجده رمان نوشت. همچنین شش مجموعه داستان و چهار مجموعه مقاله بهمراه پنج دفتر متشکل از مصاحبات و مکاتبات نشر داد. همکاری توأمان با بازیگران و موسیقی‌دانان داشت و در بسیاری از فیلم‌ها ایفای نقش کرد. ویلیام باروز همچنین هزاران تابلو نقاشی و اثر تجسمی، تحت تکنیک "Gunshot painting" که خود مبدع آن است، خلق کرد.

## زندگی

نسل بیت، اعضا از چپ به راست، لوسین کار، جک کرواک، آلن گینزبرگ و ویلیام باروز.

ویلیام سوارد باروز در پنجم فوریه ۱۹۱۴ در خانواده‌ای متمول در سنت‌لوئیس، میزوری آمریکا متولد شد. در ۱۸۸۰ پدربزرگ‌اش مکانیسم ماشین‌حساب را تکامل داد و شرکت انترناسیونال باروز را تأسیس کرد که به‌واسطهٔ آن ارث کلانی برای فرزندان و نوه‌هایش به‌جا گذاشت، اگرچه برخی زندگی‌نامه‌نویسان باروز معتقدند که در ثروت خانوادهٔ باروز اغراق شده‌است. در هاروارد به مطالعهٔ زبان انگلیسی مشغول شد. سپس کارشناسی ارشدش را به انسان‌شناسی اختصاص داد و پس از آن در دانشکدهٔ وین پزشکی را گذراند. در ۱۹۴۲، در ارتش ایالات‌متحده آمریکا ثبت‌نام کرد تا در دورهٔ جنگ‌جهانی دوم خدمت کند. اما پس از رد شدن از سوی دفترخدمات‌راهبردی و نیروی‌دریایی‌ایالات‌متحده‌آمریکا، به موادمخدر روی آورد که بر زندگی او اثر بسزایی گذاشت. در ۱۹۴۳ در نیویورک با آلن‌گینزبرگ و جک‌کرواک آشنا شد. تأثیر توأمان آن‌ها بر یکدیگر منجر به وجود آمدن جنبش نسل‌بیت شد، که تأثیر تعیین‌کننده‌ای بر پادفرهنگ دهه۱۹۶۰ رقم زد.
او اکثر آثارش را به‌صورت نوشته‌های نیمه‌زندگینامه‌ای نگاشت که منشأ اغلب آنها حاصل تجربیات او از استعمال هروئین می‌آیند. بیشتر عمرش را مکزیکوسیتی، لندن، پاریس و طنجه زیست. همچنین جنگل‌های‌آمازون را نیز تفرج کرده بود. اشتیاق پیوسته اش مضامینی مانند: عرفان، علم‌غیب، رمل و جادو بودند که هم در آثار و زندگی اش به کرات دیده شد. اولین رمان حرفه‌ای‌اش "شیره ای" (Junkie) را در سال ۱۹۵۳ منتشر کرد و موفقیتی کلان نائل شد. اما غالباً او را به‌سبب سومین رمانش، ناهارلخت "Naked Lunch" می‌شناسند. پس از آنکه ناشرش [Grove Press] ناهارلخت، برای لحن تند و منتقدانهٔ کتاب مورد شکایت واقع شد، این اثر به یکی از اساسی‌ترین پرونده‌های ممیزی در آمریکا تبدیل شد.

## اروپا
پس از اتمام دوره در هاروارد، به وین رفت و با جامعهٔ دگرباشان مجار-وایمار در هم تنیده شد؛ پسرک نابالغی را برگزید و در مجامع دگرباشان و حلقهٔ تبعیدیان شرکت جست. در آنجا بود که دختری بنام «ایلس کلپر» Ilse Klapper، زنی یهودی که از دولت نازی گریخته بود، دیدار کرد. این دو هرگز در قید رابطه ای عاشقانه نرفتند اما باروز، علی‌رغم میل والدین اش با او در کرواسی وصلت کرد تا زن بتواند به آمریکا مهاجرت کند. هرچند وصلت شان مدتی بعد فسخ شد اما هردو برای مدت مدیدی دوست باقی مانند. پس از رجعتش با آمریکا، اوضاع روان باروز بای والدین اش مسئله ای بغرنج شد. خصوصاً پس از تصمیمی عامدانه مبنی بر قطع یک بند از انگشت کوچک اش برای تحت تأثیر قراردادن مردی که شیفته اش شده بود این واقعه بعدها دستمایه داستان کوتاهی بنام «انگشت» The Finger شد.

## جون ولمر
در ۱۹۴۱، باروز وارد رابطه ای با جون ولمر شد. آنها مشترکاً با جک کرواک و همسرش در یک آپارتمان زندگی می کردد. در این دوران باروز و کرواک گرفتار پروندهٔ قتل لوسین کار بودند که از گزارش آن امتناع کرده بودند.
این واقعه بعدها دستمایهٔ رمان «و اسب آبی‌ها در محفظه‌هایشان جوشانده شدند» شد؛ که پس از مرگشان به طبع رسید.
رفته رفته باروز درگیر مصرف مرفین شد. همسرش ولمر نیز به آمفتامین اعتیاد داشت. در بهار ۱۹۴۶، باروز به اتهام جعل نسخه برای مواد مخدر دستگیر شد. که با شفاعت و ضمانت روان‌پزشک ولمر آزاد گردید.
در سال ۱۹۵۰، درحالی‌که این زوج در مکزیک به‌سر می‌برند، در تعبی طولانی مبنی بر عدم یافت هروئین و آمفتامین، باروز دست به قوادی و مؤاخذهٔ جنسی از پسران جوان می‌زند. ولمر از در پی احساس درماندگی بسیار، دست به نوشیدن الکل زده و رفته رفته دچار می‌گردد.
در ۱۹۵۱، حین بازی ویلیام تل، نقل است سابقه ای مبنی بر تجربهٔ این دو در این بازی مشاهده نشده بود. باروز لیوانی را روی سر همسرش گذاشته و شلیک می‌کند، اما تیر، نه به لیوان بل به سر جون می‌خورد و جون ولمر درجا کشته می‌شود. باروز بعدها به بازپرس شرح می‌دهد: درحال نشان دادن اسلحه به دوستانش بوده که اسلحه از دستش لیز می‌خورد، به میز اصابت می‌کند و گلوله شلیک می‌شود که منجر به کشته‌شدن همسرش می‌شود. باروز ۱۳ زندان می‌گذراند تا زمانی که برادرش با تطمیع و ارتشاء قضات و افسران او را در حالی که منتظر دادرسی است، به قید وثیقه آزاد می‌کند. بعدها باروز در غیاب، به دو سال حبس تعلیقی محکوم می‌شود.
مرگ ولبرگ حتی آلن گینزبرگ را عجین و متأثر می‌کند. گینزبرگ بعدها در رثای او می‌نویسد: جون، چه نوعی از وقوف مرده؟ آیا هنوز حب آشنایان مردنی ات را داری؟ از ما چه به یادت می‌آید؟
همچنین گینزبرگ در "Burroughs: the Movie"، نقل می‌کند " ولبرگ تا قبل از روزهای رهنمون به مرگ اش شخصیتی با گرایش به خودکشی به نظر می‌رسید و همین ممکن است دلیل پذیرش چالش بازی ویلیام تل در نزد او باشد.
بعدها باروز نقش مرگ ولمر در سرنوشت ادبی اش را اساسی قلمداد کرد. شخصی که قلم اش را در معرض تسخیر روحی نحس قرار داد.
وی دستگیر و به قید وثیقه بازداشت می‌شود. سپس، به طنجه می‌گریزد. پس از بازگشتش ایالات متحده، در محاکمه‌ای‌غیابی متهم به قتل شده و به دو سال حبس تعلیقی محکوم می‌شود.
باروز پس از ترک مکزیک، برای چندین ماه به آمریکای جنوبی در پی روانگردان گیاهی «آیاهواسکا» کشانده می‌شود.
که به او متعهد شده بودند برایش خاصیت تله پاتی و تواردی در پی دارد.

## مرگ
ویلیام باروز پس از چندین جراحی «سرخرگ کرونری» سرانجام در دوم اوت ۱۹۹۷ در کانزاس، بر اثر حملهٔ قلبی درگذشت.

## باروز از نگاه دیگران
اغلب او را یکی از پرنفوذترین نویسندگان سدهٔ بیستم قلمداد می‌کنند؛ چنان‌که نورمن‌میلر او را «تنها نویسندهٔ زندهٔ آمریکایی که نبوغ دارد.» توصیف کرد.
جک کرواک دربارهٔ ویلیام باروز می‌نویسد: «از زمان جاناتان‌سوئیفت تا امروز، باروز بزرگترین نویسندهٔ هجو نویس بوده‌است.»
او شهرتش را به واسطهٔ انهدام مادام‌العمر نظام‌های اخلاقی، سیاسی و اقتصادی جامعهٔ مدرن آمریکا کسب کرد که به واسطهٔ بیان هجوی و هزل او رقم خورد. جی.جی. بالارد: «مهم‌ترین نویسنده‌ای که پس از جنگ‌جهانی دوم ظهور کرده» می‌خواندش.
ال یورگنسن نقل می‌کند "در سال ۱۹۹۳، روزی برای استعمال در خانهٔ باروز جمع شده بودیم و باروز تصمیم به تزریق هروئین گرفت و کمربندی پر از سرنگ را رو کرد. سرنگ‌های از مد افتادهٔ دهه ۵۰. حالا، متعجب شده بودم که پیرمردی ۸۰ ساله چطور می‌تواند رگ بگیرد اما او کارش را خوب بلد بود. همه نشئه افتاده بودیم، و من متوجه انبوهی نامه روی میزش شدم که در میان آنها چیزی از طرف کاخ سفید بود. بهش گفتم: وای، فکر کنم چیز مهمی باشه که جواب داد: نه احتمالاً هرزنامه ای چیزیه. خب، بازش کردم و دعوت نامه از طرف پرزیدنت کلینتون بود که باروز رو برای جلسهٔ شعرخوانی دعوت کرده بود. بهش گفتم: وای، اصلاً میدونی این یعنی چی؟ که جواب داد: ها؟ رئیس جمهور کیه این روزا؟. که من پخش زمین شدم. اون حتی نمیدونست رئیس جمهور فعلی مملکت کیه!."

## آثار ترجمه شده به فارسی
گربه‌ی درون، ترجمه مهدی نوید(نشر چشمه)
ناهار لخت، ترجمه فرید قدمی (انتشارات هیرمند)
کریسمس گردی، ترجمه فرید قدمی (انتشارات روزنه)
زندگی تعطیلات دو دنباست، ترجمه علی قنبری (انتشارات ورا)